# Idolsberg (Herrschaft)
Die Herrschaft Idolsberg war eine Grundherrschaft im Viertel ober dem Manhartsberg im Erzherzogtum Österreich unter der Enns, dem heutigen Niederösterreich.

## Ausdehnung
Die Herrschaft umfasste zuletzt die Ortsobrigkeit über Idolsberg, Thurnberg, Wegscheid und Wilhalm. Der Sitz der Verwaltung befand sich in Idolsberg.

## Geschichte
Letzter Inhaber der Allodialherrschaft war Eugen Freiherr von Wacken (1816–1863), der auch in Mittergrabern begütert war. Die Herrschaft wurde im Wege der Reformen 1848/1849 aufgelöst.